# Dicranoptycha spinosissima
Dicranoptycha spinosissima är en tvåvingeart som beskrevs av Alexander 1950. Dicranoptycha spinosissima ingår i släktet Dicranoptycha och familjen småharkrankar. Inga underarter finns listade i Catalogue of Life.